# 救命糧食
救命糧食（きゅうめいりょうしょく）は、自衛隊で使用されているレーション。通称「ガンバレ食」（がんばれしょく）。

## 概要
通称「ガンバレ食」の由来は、

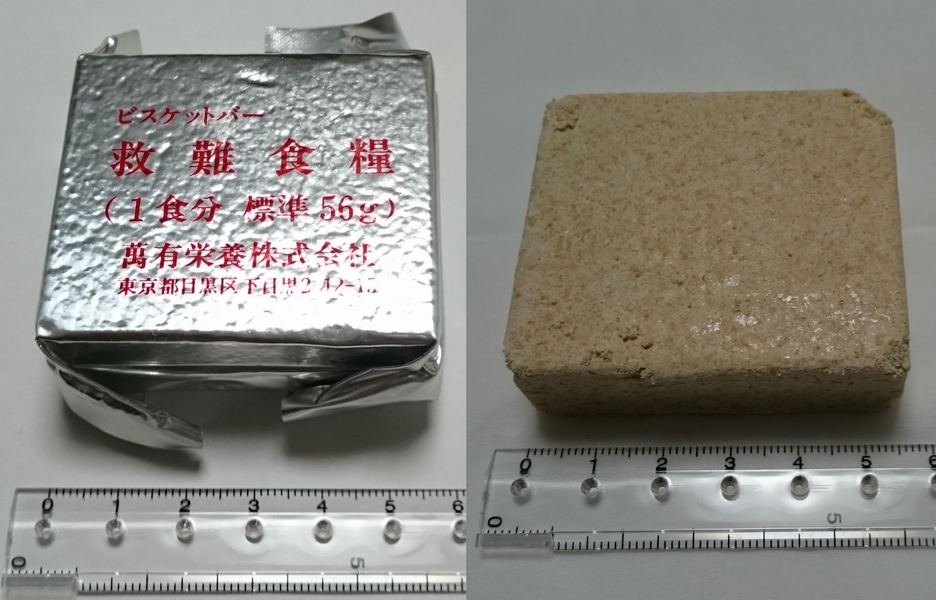
「A食」に相当する民間向け救難食糧。向かって左は包装状態、右は開封状態。

と頭記された（表記も原文通り）、食べ方の説明書が必ず同封されていることから。
旧表記は
だった。
戦時でない限り、遭難信号を受信した者は必要な措置を講じる義務がある。
航空機や艦艇が遭難し乗員が脱出した場合に必要な、救助が来るまでの間の体力保持および士気の維持のために用意された非常用糧食である。アメリカ軍のGP-Iレーションに相当する。航空自衛隊の戦闘機の射出座席や輸送機、艦艇の救命筏に浄水キットや医療キットと同時に搭載されている場合が多い。
寒冷地で手がかじかんでも開けやすいよう工夫された、アルミ包装された乾燥クッキー状の「A食」とゼリー状の「B食」1つずつで1食を構成し270キロカロリーの熱量をもつ。海上自衛隊の場合9食、航空自衛隊の場合5食を1パッケージとして赤塗りの缶に格納されている。A食は体力が低下していても食べられるよう、乾パンのように固くはなくかじるとほろりと崩れる。
備品であるため一般には出回っていないが、製造元の萬有栄養ではパッケージのデザインを変え激励メモを排した民間向けの非常食を販売している。

## 文献
- 防衛省仕様書 改正票 救命糧食 DSP N 5126B(1) 平成17年3月29日制定、平成23年3月25日改正
- 防衛省仕様書 正誤表 救命糧食 DSP N 5126B 平成17年3月29日制定、平成19年3月29日改正

## リンク
- 非常用食品―イーアール 萬有栄養